# Justin James
Pour le joueur de basket-ball, voir Justin James.
Justin Duane James (né le 13 septembre 1981 à Oklahoma City, Oklahoma, États-Unis) est un lanceur de relève droitier au baseball. Il a fait ses débuts dans les Ligues majeures pour les Athletics d'Oakland durant la saison 2010 et est maintenant sous contrat avec les Blue Jays de Toronto.

## Carrière
Justin James est drafté en 6e ronde par les Red Sox de Boston en 2001, mais il ne signe pas avec l'équipe. Il passe la majeure partie de sa carrière en ligues mineures dans l'organisation des Blue Jays de Toronto, qui le repêchent au 5e tour en 2003. Le contrat de James est racheté par les Athletics d'Oakland le 17 juin 2010 et c'est avec eux qu'il dispute son premier match dans les majeures le 2 septembre de la même année, à quelques jours de son vingt-neuvième anniversaire de naissance. À sa première sortie comme releveur, il accorde un point et retire sur des prises deux frappeurs des Yankees de New York.
Le frère de Justin, Chad, est aussi un joueur de baseball. Il a été le choix de première ronde des Marlins de la Floride en 2009.
Le 2 novembre 2010, James est réclamé au ballottage par les Brewers de Milwaukee. Après une saison en ligue mineure avec un club-école des Brewers, il signe en 2012 avec les Blue Jays de Toronto.